# Calyptophilus frugivorus
La tangara dominicana o chirrí de Neyba (Calyptophilus frugivorus) es una especie de ave paseriforme de la familia Calyptophilidae endémica de la isla La Española. Anteriormente se clasificaba en la familia Phaenicophilidae y antes todavía en Thraupidae.

## Descripción
La tangara dominicana mide entre 17 y 18 centímetros de largo, incluida su larga cola. Sus partes superiores y flancos son de color pardo uniforme y sus partes inferiores son blancas, de especial intensidad en la garganta y el pecho, mientras que el blanco del vientre presenta ciertas manchas parduzcas. Tiene una pequeña mancha amarilla en el lorum y también es amarillo su fino anillo ocular. Su pico es negruco en la parte superior y más claro en la inferior.

## Distribución y hábitat
La tangara dominicana se encuentra en los bosques húmedos tropicales y zonas de matorral de la isla de La Española, donde está confinada en las zonas centrales y del sur de la República Dominicana. Anteriormente también ocupaba la península de Samaná y la isla de la Gonâve en Haití. En el suroeste de la isla es reemplazada por la tangara haitiana (C. tertius), que anteriormente se consideraba una subespecie de la tangara dominicana.